# Túpac Huallpa
Túpac Huallpa († Oktober 1533 in Jauja), in peruanischer Quechua-Schreibung Tupaq Wallpa, war der vierzehnte Inka-König und herrschte nur wenige Monate lang im Jahre 1533, nach der Hinrichtung Atahualpas.
Túpac Huallpa war ein Sohn des Huayna Cápac und jüngerer Bruder des Huáscar. Gemeinsam mit seinem Halbbruder Atahualpa wurde er bei der Schlacht von Cajamarca von spanischen Conquistadoren um Francisco Pizarro gefangen genommen. Nachdem die Spanier Atahualpa im Juli 1533 hingerichtet hatten, ernannten sie Túpac Huallpa zum neuen Inka und übergaben ihm die Maskapaycha, das Stirnband, das als Symbol der Inkaherrschaft diente.
Als Pizarro zur Hauptstadt Cusco aufbrach, war Túpac Huallpa mit ihm. Aber noch vor der Einnahme der Stadt starb er unter ungeklärten Umständen in der auf halbem Wege gelegenen Stadt Jauja. Chalcuchímac, ein General Atahualpas, den Pizarro gefangen mitführte, wurde später beschuldigt, ihn vergiftet zu haben.